# Kontrafaktisches Konditional
Kontrafaktische Konditionalsätze, auch kontrafaktische Implikationen oder kurz Kontrafaktuale, werden in der Philosophie Aussagen der Form „Wenn ... der Fall wäre, dann wäre ---“ genannt.
Beispiele:
- Wenn der Fußballspieler X nicht mit einer roten Karte vom Platz gestellt worden wäre, hätten die Bayern das Spiel gewonnen.
- Wenn Fritz mehr geübt hätte, hätte er beim Diktat nicht so schlecht abgeschnitten.

Im Vordersatz oder Antezedens wird also eine Situation beschrieben, die so nicht geschehen ist, aber doch hätte geschehen können (s. a. Kontrafaktizität). Im Nachsatz oder Sukzedens werden Konsequenzen aus dieser Situationsbeschreibung gezogen.
In der Grammatik existiert für Kontrafaktuale der Name „Irrealis“, genauer „Irrealis der Vergangenheit“. Da aber in der Philosophie, insbesondere in der Wissenschaftstheorie und der Logik, Kontrafaktuale unter eigenen Gesichtspunkten und Interessen untersucht werden, hat sich dort auch ein eigener Name für sie eingebürgert.

## Relevanz der Kontrafaktuale für die Wissenschaftstheorie

### Klärung des Begriffs der Naturgesetze
Nelson Goodman hat in seinem Werk „Tatsache, Fiktion, Voraussage“ untersucht, wie Kontrafaktuale dazu beitragen können, das Wesen der Naturgesetze zu klären. Es gibt folgenden engen Zusammenhang zwischen Kontrafaktualen und Naturgesetzen: Sei die Allaussage „Alle F sind G“ ein Naturgesetz (bzw. eine Aussage, die aus Naturgesetzen folgt). Dann gilt das Kontrafaktual „Wäre a ein F, dann wäre a ein G“. Hat die Allaussage allerdings nicht den Charakter eines Naturgesetzes, dann gilt das Kontrafaktual typischerweise nicht.
Beispiel
Wir gehen von der Aussage aus:
Alle Streichhölzer, die (unter geeigneten Bedingungen) angestrichen werden, entzünden sich.
Mit geeigneten Bedingungen ist gemeint, dass sich genügend Sauerstoff im Raum befindet, dass das Streichholz trocken ist usw. Diese Aussage drückt eine Naturgesetzmäßigkeit aus. Daher ist das entsprechende Kontrafaktual:
Wäre das Streichholz s angestrichen worden, hätte es sich entzündet.
wahr, wobei wir davon ausgehen, dass s ein Streichholz ist, für das die oben genannten geeigneten Bedingungen vorliegen.
Andererseits: Betrachten wir die Allaussage:
Alle Münzen, die sich zum Zeitpunkt t in meiner Hosentasche befanden, sind aus Silber.
Diese Aussage ist keine Naturgesetzmäßigkeit, sondern eine zufällige Wahrheit (wir gehen davon aus, dass die Aussage wahr ist). Daher ist folgendes Kontrafaktual, ausgesagt von einer Kupfermünze k, falsch:
Hätte k sich zum Zeitpunkt t in meiner Hosentasche befunden, wäre k aus Silber gewesen.
Stattdessen gilt vielmehr folgendes Kontrafaktual:
Hätte k sich zum Zeitpunkt t in meiner Hosentasche befunden, wären nicht alle Münzen in meiner Hosentasche aus Silber gewesen.

### Klärung des Begriffs der Kausalität
David Lewis verwendet Kontrafaktuale dazu,  den Begriff der Kausalität zu erklären. Eine vereinfachte Fassung seiner Definition lautet wie folgt:
Das Ereignis a verursacht genau dann das Ereignis b, wenn gilt:
Wenn a nicht eingetreten wäre, wäre b nicht eingetreten
Hinter dieser Definition steht die Beobachtung, dass wir oft Kontrafaktuale verwenden, um über Kausalvorgänge zu reden. Zum Beispiel können wir sagen:
Wenn das Glas nicht vom Tisch gestoßen worden wäre, wäre es nicht zerbrochen,
um auszudrücken, dass das Zerbrechen des Glases von dem Stoß verursacht worden ist. Eine wichtige Einschränkung hierbei ist, dass das Kontrafaktual Ereignisse, wie einen Stoß oder ein Zerbrechen, in Beziehung setzen muss. In dem Satz:
Wenn Frank nicht mein Onkel wäre, wäre seine Tochter nicht meine Cousine.
wird nämlich kein Kausalzusammenhang ausgedrückt: Dass Frank mein Onkel ist, verursacht nicht, dass seine Tochter meine Cousine ist, dies ist jedoch auch kein Ereignis (also kein Geschehen), sondern eher ein Zustand.
Anstelle der oben dargestellten einfachen Definition verwendet Lewis eine komplexere. Der Grund hierfür liegt in der Transitivität der Kausalrelation: Wenn ein Ereignis a ein Ereignis b verursacht und b wiederum c, dann verursacht a auch c. Im Gegensatz zur Kausalrelation sind Kontrafaktuale jedoch nicht immer transitiv (siehe auch unten). Um die Transitivität der Relation zu gewährleisten, verwendet Lewis die folgende, komplexere Definition:
Das Ereignis a verursacht genau dann das Ereignis b, wenn gilt: Es gibt Ereignisse {\displaystyle a_{1}}, {\displaystyle a_{2}}, ..., {\displaystyle a_{n}} so dass gilt:
Wenn a nicht eingetreten wäre, wäre {\displaystyle a_{1}} nicht eingetreten und
wenn {\displaystyle a_{1}} nicht eingetreten wäre, wäre {\displaystyle a_{2}} nicht eingetreten und … und
wenn {\displaystyle a_{n}} nicht eingetreten wäre, wäre b nicht eingetreten.

## Eine formale Semantik für Kontrafaktuale
Eine formale Semantik für Kontrafaktuale wurde von David Lewis (nach Vorarbeiten von Robert Stalnaker) entwickelt. Die Semantik macht Gebrauch von dem Begriff der „möglichen Welt“, Wir können uns von unserer Welt vorstellen, dass sie anders wäre, als sie tatsächlich ist, bei dieser Vorstellungswelt handelt es sich dann um eine mögliche Welt.
Lewis geht nun davon aus, dass diese möglichen Welten durch eine Ähnlichkeits-Relation geordnet sind, d. h. die möglichen Welten sind der tatsächlichen Welt mehr oder weniger ähnlich. Ein Kontrafaktual „Wäre a, dann wäre b“ ist nach Lewis wahr, wenn es eine mögliche Welt gibt, in der a und b gelten, und wenn diese Welt der tatsächlichen Welt ähnlicher ist als alle Welten, in denen ebenfalls a gilt, jedoch nicht b. Der Satz „Wenn das Streichholz angestrichen worden wäre, hätte es sich entzündet“ ist also wahr, wenn die mögliche Welt, in der das Streichholz angestrichen wurde und sich entzündet hat, der tatsächlichen Welt ähnlicher ist als alle Welten, in denen es ebenfalls angestrichen wurde, sich aber nicht entzündet hat.
Indem Lewis diese Intuitionen in mathematisch präzise Begriffe gießt, gelangt er zu einer formalen Semantik für Kontrafaktuale. Die Ähnlichkeitsrelation wird dabei als eine Relation {\displaystyle R_{w}} für jede Welt w modelliert, wobei {\displaystyle w_{1}R_{w}w_{2}} zu lesen ist als: „{\displaystyle w_{1}} ist w mindestens so ähnlich wie {\displaystyle w_{2}}“. Es wird gefordert, dass von je zwei Welten die eine w mindestens so ähnlich wie die andere oder umgekehrt, alle Welten müssen also vergleichbar sein. (Die intuitiv naheliegende Forderung der negativen Transitivität, die {\displaystyle R_{w}} zu einer „strengen schwachen Ordnung“ machen würde, wird zur Ableitung der Eigenschaften des Kontrafaktuals nicht benötigt.) Es kann dann gezeigt werden, dass die oben formulierten Eigenschaften der Kontrafaktuale unter dieser Festlegung gültig sind. Lewis stellt noch die Forderung auf, dass keine Welt einer Welt so ähnlich sein kann wie sie selbst, dass es also kein {\displaystyle w_{1}} gibt, mit {\displaystyle w_{1}R_{w}w}. Dadurch haben Kontrafaktuale mit einem wahren Antezedens dieselben Wahrheitsbedingungen wie eine materiale Implikation mit wahrem Antezedens, d. h. sie sind wahr, wenn das Sukzedens wahr ist, sonst falsch.